# ضد مایکوباکتریوم
ضد مایکوباکتریوم یا آنتی مایکوباکتریال(به انگلیسی: Antimycobacterial) نوعی دارو است که برای درمان عفونت‌های ناشی از مایکوباکتریومها استفاده می‌شود. 
عبارتند از: 
- Tuberculosis treatment
- آنتی لپروتیک